# جون وير تروي
جون وير تروي (بالإنجليزية: John Weir Troy)‏ هو محرر وسياسي أمريكي، ولد في 31 أكتوبر 1868 في الولايات المتحدة، وتوفي في 2 مايو 1942 في جونو في الولايات المتحدة. حزبياً، نشط في الحزب الديمقراطي. وقد انتخب Governor of the Territory of Alaska ‏ (19 أبريل 1933 – 6 ديسمبر 1939).